# 長野県道404号栃原北郷信濃線
長野県道404号栃原北郷信濃線（ながのけんどう404ごう とちはらきたごうしなのせん）は、長野県長野市と上水内郡信濃町を結ぶ一般県道。

## 概要

### 路線データ
- 起点：長野市戸隠栃原（国道406号交点）
- 終点：上水内郡信濃町柏原（長野県道36号信濃信州新線交点）

## 別名
- 浅川ループライン（長野市門沢付近・長野市富田付近間）
- 飯綱リゾートライン（長野市富田・上水内郡飯綱町川上付近間）

## 重複区間
- 長野県道86号戸隠篠ノ井線（長野市戸隠豊岡折橋・長野市戸隠豊岡馬場間）
- 長野県道76号長野戸隠線（長野市戸隠豊岡馬場・長野市戸隠豊岡銚子口間）

## 通過する自治体
- 長野市
- 上水内郡
  - 飯綱町 - 信濃町

## 交差・接続する道路
- （長野市戸隠栃原付近＝起点）
  - 国道406号
- （長野市戸隠豊岡折橋付近） - （長野市戸隠豊岡馬場付近）
  - 長野県道86号戸隠篠ノ井線（※重複区間）
- （長野市戸隠豊岡馬場付近） - （長野市戸隠豊岡銚子口付近）
  - 長野県道76号長野戸隠線（※重複区間）
- （長野市上ケ屋飯綱原付近）
  - 長野市道（戸隠バードライン）
  - 長野県道506号戸隠高原浅川線（戸隠バードライン）
- （長野市門沢付近）
  - 長野県道506号戸隠高原浅川線（浅川ループライン）
- （上水内郡信濃町柏原付近＝終点）
  - 長野県道36号信濃信州新線

## 周辺
- 戸隠地質化石館
- 長野カントリークラブ
- 飯綱高原スキー場
- 長野京急カントリークラブ
- いいづなリゾートスキー場
- 飯綱高原ゴルフコース
- 霊仙寺湖